# Тамбре (Італія)
Тамбре (італ. Tambre, вен. Tanbre) — муніципалітет в Італії, у регіоні Венето,  провінція Беллуно.
Тамбре розташоване на відстані близько 480 км на північ від Рима, 80 км на північ від Венеції, 16 км на схід від Беллуно.
Населення — 1386 осіб (2014).
Щорічний фестиваль відбувається 12 липня. Покровитель — Santi Ermacora e Fortunato.

## Демографія
Населення за роками:

Станом на 1 січня 2023 року в муніципалітеті офіційно проживало 39 іноземців з 12 країн, серед них 19 громадян країн Євросоюзу та 5 громадян України.

## Сусідні муніципалітети
- Авіано
- Барчис
- Будоя
- Канева
- К'єс-д'Альпаго
- Альпаго
- Фрегона
- Польченіго